# مع الذكريات (فلم)
مع الذكريات هو فيلم مصري عرض عام 1961، بطولة أحمد مظهر ومريم فخر الدين ونادية لطفي، ومن تأليف وإخراج سعد عرفة.

## قصة الفيلم
أثناء تمثيل دوره في أحد الأفلام، يطلق شريف النار على زميلته وخطيبته إلهام بعد أن استبدل شخص مجهول الرصاص الفارغ برصاص حي، مما يسبب له صدمة عاطفية، تحاول آمال ابنة عمه أن تخفف عنه وطأة حزنه الشديد دون جدوى رغم أنها كانت تشبه إلهام إلى حد كبير، وتتطور عاطفتها نحوه إلى حب عميق زادها إصرارًا على انتزاعه من وحدته وذكرياته، ورويدًا تتكشف الحقائق حول ذلك الحادث الذي ماتت فيه إلهام.

## طاقم التمثيل
- أحمد مظهر: (شريف)
- مريم فخر الدين: (إلهام)
- نادية لطفي: (آمال)
- صلاح منصور: (مدبولي)
- أحمد لوكسر: (حمدي)
- فتوح نشاطي: (الطبيب)
- سعيد خليل: (حسين - المخرج)
- مختار السيد: (مساعد المخرج)

## فريق العمل
- إخراج: سعد عرفة
- تأليف: سعد عرفة
- مدير التصوير: برونو سالفي
- مونتاج: سعيد الشيخ
- موسيقى تصويرية: أندريه رايدر
- إنتاج: أفلام الشمس (أ. جبور)
- توزيع: شركة الشرق لتوزيع الأفلام